# Olempinowo
Olempinowo (biał. Алемпінова, Alempinowa; ros. Олемпиново, Olempinowo) – wieś na Białorusi, w obwodzie grodzieńskim, w rejonie lidzkim, w sielsowiecie Możejków, przy linii kolejowej Lida – Mosty.

## Historia
W XIX i w początkach XX w. położone było w Rosji, w guberni wileńskiej, w powiecie lidzkim, w gminie Lebiodka.
W dwudziestoleciu międzywojennym leżało w Polsce, w województwie nowogródzkim, w powiecie szczuczyńskim (od 29 maja 1929, wcześniej w powiecie lidzkim), w gminie Lebioda. W 1921 miejscowość liczyła 130 mieszkańców, zamieszkałych w 25 budynkach, wyłącznie Polaków. 110 mieszkańców było wyznania prawosławnego i 20 rzymskokatolickiego.
Po II wojnie światowej w granicach Związku Sowieckiego. Od 1991 w niepodległej Białorusi.